# Perdões
Perdões là một đô thị thuộc bang Minas Gerais, Brasil. Đô thị này có diện tích 276,978 km², dân số năm 2007 là 19407 người, mật độ 74,1 người/km².